# Octavia Handworth
Octavia Handworth, nacida como Octavia Boas, (Nueva York, 24 de diciembre de 1887–Hemet, 3 de octubre de 1978) fue una actriz estadounidense de origen danés de la época del cine mudo. 

## Biografía
Handworth nació como Octavia Boas en la ciudad de Nueva York. Era una actriz de teatro, soubrette. En 1912 se convirtió en actriz de cine con el estudio cinematográfico francés Pathé. A mediados de la década de 1910, se convirtió en una estrella con la Lubin Mfg. Company de Filadelfia. Con esta compañía protagonizó melodramas como When Fate Leads Trump (1914). Dos años después, Handworth apareció en la película antiabortista Race Suicide (1916).
Durante la época del cine mudo, llegó a aparecer en casi 50 películas, entre las que se incluyen El peligro de una nación (1912), El ojo de Dios (1913), El hijo (1915), El gran rubí (1915), Marionetas del destino (1916), El gran error (1916) y Footlights (1921).
Estuvo casada con Harry Handworth, un actor, productor y director de cine que dirigía Excelsior Feature Film Co y Gordon De Main (1886-1954) un actor. Murió en Hemet, California, el 3 de octubre de 1978.

## Filmografía seleccionada
- How Rastus Gets His Turkey (1910)
- The Girl from Arizona (1910) *cortometraje
- The Cowboy's Sweetheart and the Bandit (1910) *cortometraje; sin confirmar
- The Motor Fiend (1910)*cortometraje
- The Gambler's End (1910) *cortometraje
- The Path Forbidden (1914)
- When Fate Leads Trump (1914)
- In the Shadow (1915)
- Too Much Bull (1915) *cortometraje
- The Darkness Before Dawn (1915) *cortometraje
- The Beast (1915) *cortometraje
- The Great Ruby (1915)
- The Son (1915) *cortometraje
- The Inevitable Penalty (1915) *cortometraje
- Sweeter Than Revenge (1915) *cortometraje
- The City of Failing Light (1916)
- The Greater Wrong (1916) *cortometraje
- Puppets of Fate (1916) *cortometraje
- Sowing the Wind (1916) *cortometraje
- Persistency (1916) *cortometraje
- The Weaker Strain (1916) *cortometraje
- Trials of Souls (1916) *cortometraje
- Expiation (1916) *cortometraje
- The Lost Paradise (1916) *cortometraje
- Race Suicide (1916)
- Footlights (1921)
- Love's Redemption (1921) – última aparición cinematográfica; no confundirse con la película de Norma Talmadge del mismo nombre.